# قصر رئيس الأساقفة (نيقوسيا)

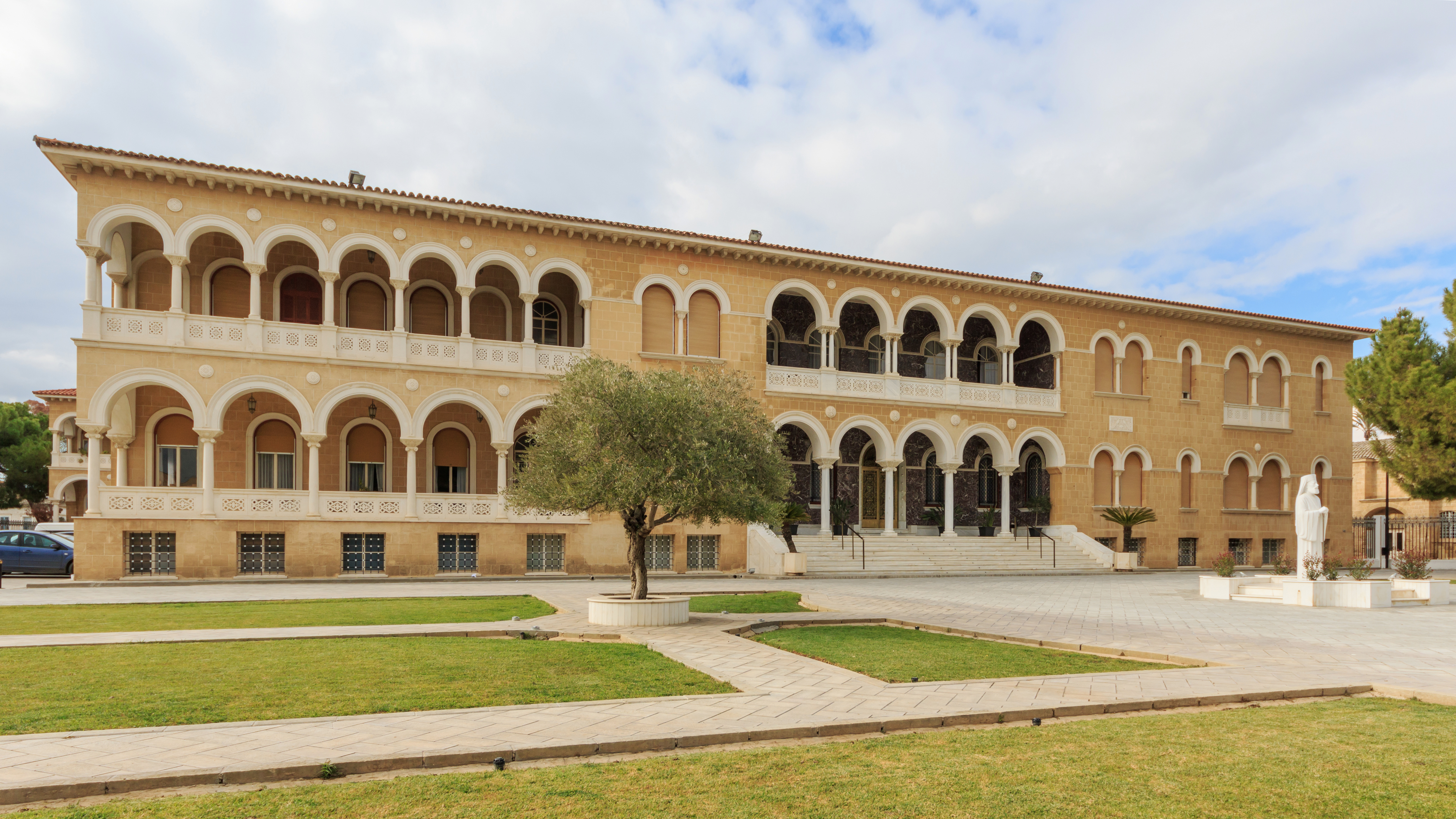
قصر رئيس الأساقفة في نيقوسيا.

قصر رئيس الأساقفة (باليونانيّة: πικόοπικό Μέγαρο، بالتركيَّة: Başpiskoposluk Sarayı) هو المقر الرسمي ومكتب رئيس أساقفة قبرص في نيقوسيا. تم بناء القصر بجوار «قصر رئيس الأساقفة القديم» والذي بُني في القرن السابع عشر، وبني هذا القصر بين عام 1956 وعام 196؛ على الطراز المعماري البيزنطي الجديد. وتم تصميم خططها العامة بواسطة جورج نوميكوس في أثينا، بينما كان نيكولاس س. روسوس وجون بيريكلوس من ليماسول المسؤولين عن جميع الأعمال المعمارية الأخرى. كان التماثيل البرونزية لمكاريوس الثالث، أول رئيس لقبرص، مبنية على أرضه ولكن تم نقله الآن إلى دير كيكوس. تم نحت التمثال بواسطة نيكولاس كوتزيمانيس، ويزن حوالي 13 طنًا ويبلغ طوله حوالي 30 قدمًا. على الرغم من أن قصر رئيس الأساقفة ليس مفتوحًا للجمهور؛ الأ أن المتحف البيزنطي، ومكتبة رئيس الأساقفة، ومتحف الفنون الشعبية ومتحف الكفاح الوطني، يقعان على أرضه.